# 엔리코 파브리스
엔리코 파브리스(Enrico Fabris, 1981년 10월 5일~)는 이탈리아의 스피드스케이팅 선수이다.
장거리 전문 선수로, 고국에서 열린 2006년 토리노 동계올림픽 5000m에서 이탈리아 선수로는 사상 처음으로 동계올림픽 스피드스케이팅 종목에서 메달을 딴 데 이어, 1500m와 단체추발에서 금메달을 획득, 2관왕에 올랐다.